# Сатен
 Тази статия е за плата.  За музикалната група вижте Сатен (група).  
Сатенът (наричан също атлаз) е тъкан, типична с лъскавата си лицева и матовата си обратна страна. Сатен е названието и на специфичната техника на сплитане, за която са подходящи дълговлакнести нишки от коприна, найлон или полиестер. На други езици (например английски) се прави разграничение между сатен от посочените дълговлакнести нишки, наричан satin, и сатен от късовлакнести нишки (вътък), например от памук, наричани sateen.
Ефектът на гладкостта и лъскавината от лицевата страна се получава, като от тази страна точките на свързване са отделени така, че не се допират.
Поради своята гладкост, сатенът е често използвана материя за производство на облекло, което е в директен контакт с кожата (бельо, нощници), както и на спални комплекти и дамаски. Тъй като пада тежко и красиво, е предпочитана тъкан и за сватбено, бално облекло и вратовръзки. От сатен още се правят балетни пантофки и бейзболни якета.
Коприненият сатен може да се пере в перална машина до 40°, и се глади от обратната страна на плата, с топла ютия без пара, през друг плат.